# Michael Aston
Michael Aston,, född 22 augusti 1957, är sångare och medlem i bandet Gene Loves Jezebel.
1989 lämnade han bandet, Gene Loves Jezebel, då han i tyckte om utvecklingen i bandet gick emot. Därefter starta Aston The Immigrants som senare bytte namn till Edith Grove. 1993 gick han åter tillbaka till Gene Loves Jezebel.

## Diskografi

### Album
|          | År   | Titel                    | UK Indie Chart Position | UK Albums Chart |
| -------- | ---- | ------------------------ | ----------------------- | --------------- |
| Oktober  | 1983 | Promise                  | #8                      |                 |
| Juni     | 1985 | Immigrant                |                         |                 |
| Juli     | 1986 | Discover                 |                         | #32             |
| Oktober  | 1988 | The House Of Dolls       |                         | #81             |
| Juli     | 1990 | Kiss Of Life             |                         |                 |
| Juni     | 1993 | Heavenly Bodies          |                         |                 |
| November | 1995 | In the Afterglow (live)  |                         |                 |
|          | 1997 | VII                      |                         |                 |
|          | 1999 | Love Lies Bleeding¹      |                         |                 |
|          | 2001 | Giving Up The Ghost¹     |                         |                 |
|          | 2003 | Exploding Girls¹         |                         |                 |
|          | 2003 | The Thornfield Sessions² |                         |                 |
|          |      |                          |                         |                 |

### Singlar
|           | År   | Titel                         | UK Indie Chart Position | UK Singles Chart | US Chart Position |
| --------- | ---- | ----------------------------- | ----------------------- | ---------------- | ----------------- |
| Maj       | 1982 | "Shaving My Neck"             |                         |                  |                   |
| Maj       | 1983 | "Screaming for Emmalene"      | #18                     |                  |                   |
| September | 1983 | "Bruises"                     | #7                      |                  |                   |
| April     | 1984 | "Influenza (relapse)"         | #11                     |                  |                   |
| Juni      | 1984 | "Shame (Whole Heart Howl)"    | #14                     |                  |                   |
| Juni      | 1985 | "Cow"                         | #9                      |                  |                   |
| November  | 1985 | "Desire"                      | #4                      |                  |                   |
| Mars      | 1986 | "Sweetest Thing"              |                         | #75              |                   |
| Juni      | 1986 | "Heartache"                   |                         | #71              |                   |
| Oktober   | 1986 | "Desire (Come and Get It)"    |                         |                  |                   |
| Augusti   | 1987 | "The Motion Of Love"          |                         | #56              |                   |
| December  | 1987 | "Gorgeous"                    |                         | #68              |                   |
| Januari   | 1988 | "Every Door" (withdrawn)      |                         |                  |                   |
| Januari   | 1988 | "The Motion of Love"          |                         |                  | #87               |
| Juni      | 1990 | "Jealous"                     |                         |                  | #68               |
| December  | 1990 | "Tangled Up In You"           |                         |                  |                   |
| Maj       | 1993 | "Josephina"                   |                         |                  |                   |
|           | 2006 | Survive This EP (promo only)¹ |                         |                  |                   |